# Маяк (зупинний пункт)
Маяк — зупинний пункт Ізюмського напрямку. Розташований між станцією Савинці та зупинним пунктом Бабариківська. Пункт розташований поблизу смт. Савинці Балаклійського району. На пункті зупиняються лише приміські потяги. Пункт відноситься до Харківської дирекції Південної залізниці.
Відстань до станції Основа — 94 км.